# Федір Васильович Збаразький
Федір Збаразький (*д/н —після 1514) — представник українсько-литовського князівського та магнатського роду. Засновник родів Порицьких та Воронецьких.

## Життєпис
Походив з роду Збаразьких. Молодший син князя Василя Збаразького. Про дату народження нічого невідомо. Записаний у Києво-Печерський пом'яник (поз.259, 292), згідно якого його хрестильне ім'я було Єрофей.
Після смерті батька у 1474 році вступив в суперечку з братами за дідичеву спадщину. Остаточно відбувся розподілу в Луцьку 2 квітня 1481 року, за яким отримав 11 сіл колишнього Збаразького повіту, територіально розірвані на 4 групи. 
Наприкінці 1470-х років або у першій половині 1480-х років одружився з Варварою з роду Вячковичів, отримавши значні маєтності в Володимирському та Луцькому повітах. Князь Федір після одруження перебрався на проживання в отчину дружини у Володимирському повіті. Став називатися князь на Порицьку. Усі сили застосовував, щоб перетворити Порицьк на повноцінне місто. 1489 році за службу на охороні Волинської землі отримав від короля 12 коп грошей з Луцького мита.
Остання згадка про Федора Збаразького відноситься до 1514 року.

## Родина
Дружина — Варвара, донька Іллі Вячковича (Вашковича)
Діти:
- Юрій (д/н-після 1577), князь Воронецький
- Євфросинія (д/н-після 1544), дружина князя Василя Кожанович-Велицького
- Олександр (д/н-бл. 1560), князь Порицький
- Софія (д/н-після 1529), дружина Ляховського
- Война (д/н-1565), князь Тристенський